# Kuźnica (Wieluń)
Pour les articles homonymes, voir Kuźnica.
Kuźnica est une localité polonaise de la gmina d'Ostrówek, située dans le powiat de Wieluń en voïvodie de Łódź.